# Peter I av Cypern
Peter I av Cypern, född 1328, död 1369, var en cypriotisk regent. Han var Cyperns monark från 1359 till 1369. 